# 楊日昌
楊日昌，台灣著名機械工程學博士，於2004年至2007年期間曾任香港應用科技研究院行政總裁。
楊日昌生於台灣，畢業於台灣大學機械系，其後在美國華盛頓大學取得機械博士，並曾接受哈佛大學商學院高階管理訓練。後來他加入台灣工業技術研究院，曾任副院長暨奈米科技研發中心主任，主力研發納米科技。